# Raión de Glinka
El raión de Glinka (ruso: Гли́нковский райо́н) es un distrito administrativo y municipal (raión) ruso perteneciente a la óblast de Smolensk. Se ubica en el centro de la óblast. Su capital es Glinka.
En 2021, el raión tenía una población de 3969 habitantes.
El raión se ubica unos 40 km al este de la capital provincial Smolensk. El territorio distrital es totalmente rural.

## Subdivisiones
Desde 2019 comprende tres asentamientos rurales que suman un total de 90 localidades:
- Boltutino
- Glinka
- Dobromino

Hasta 2018 existieron además los asentamientos rurales de Beli Jolm, Beriózkino y Romodánovo, cuyos territorios se integraron en los asentamientos rurales que actualmente existen en el raión.